# 鲁穆瓦
鲁穆瓦（法語：Roumois，法語發音：[ʁumwa]）是一个法国诺曼底的一个传统地区，位于厄尔省北部。

## 地理
鲁穆瓦是一个高原，北至塞纳河在埃尔伯夫镇下游处部分，南临勒讷堡原野（Campagne du Neubourg），西接里勒河谷（Vallée de la Risle），其特色地标为拉罗克角（Pointe de la Roque）。   

## 经济
该地区的经济主要为农业，并受滨海塞纳省工业中心（在鲁昂城市圈和埃尔伯夫附近）的影响。 